# Heteronebo yntemai
Espèce
Heteronebo yntemai est une espèce de scorpions de la famille des Diplocentridae.

## Distribution
Cette espèce est endémique des îles Vierges. Elle se rencontre aux îles Vierges des États-Unis sur Saint John et Mingo Cay et aux îles Vierges britanniques sur Jost Van Dyke, Virgin Gorda, Peter Island et Mosquito Island.

## Description
Le mâle holotype mesure 19,35 mm et la femelle paratype 19,80 mm.

## Étymologie
Cette espèce est nommée en l'honneur de John A. Yntema.

## Publication originale
- Francke & Sissom, 1980 : Scorpions from the Virgin Islands (Arachnida, Scorpiones). Occasional Papers Museum of Texas Tech University, no 65, p. 1-19 (texte intégral).